# Port d'IJmuiden
Le port d'IJmuiden est un port maritime de Hollande-Septentrionale situé à IJmuiden. Il doit son existence à la construction du canal de la Mer du Nord, ouvert en 1876.
Le port est accessible aux navires à grand tirant d'eau via l'IJgeul, ce qui le connecte avec les dispositifs de séparation du trafic en mer du Nord.
Les écluses d'IJmuiden, parmi les plus longues au monde, contrôlent aussi le flux des eaux dans le canal de la Mer du Nord, avec une importante station de pompage.

## Histoire
Aucun port de pêche n'existait entre Hoek van Holland et Le Helder, ce qui induisait de graves problèmes de circulation. En 1887, le gouvernement décida la construction d'un nouveau port de pêche, peu après la construction du canal de la Mer du Nord. À partir de 1896, les pêcheurs et les poissonniers commencèrent à l'utiliser. Mais tout de suite le port s'est avéré trop petit et la même année il est décidé de l'agrandir et de construire un nouveau marché aux poissons.
En 1899, le gouvernement prend le contrôle du marché au poisson. La vente aux enchères nationale est lancée le 1er juillet 1899 à IJmuiden, c'est la première et la seule aux Pays-Bas; le marché du poisson est resté pendant 90 ans aux mains du gouvernement. Les mareyeurs privés fixent eux-mêmes les prix de sorte que les prix du poisson sont maintenus bas, au détriment des pêcheurs.
IJmuiden est très populaire parmi les pêcheurs. Le port est neuf et doté d'un équipement moderne et en 1899 un chemin de fer est construit avec un emplacement séparé pour le transport du poisson. Par ce moyen, le poisson est rapidement transporté à des marchés importants tels qu'Amsterdam et l'Allemagne.
L'éclatement de la Première Guerre mondiale marqua le début d'une période de croissance rapide pour le marché du port et du poisson. Initialement la pêche cesse complètement, les principaux marchés d'exportation étant inaccessibles et les pêcheurs restent au port, car les compagnies d'assurance refusent de les assurer en temps de guerre. Le redémarrage est venu avec l'instauration d'une assurance mutuelle contre les risques de guerre avec le soutien de la municipalité de Velsen et de ses habitants. La guerre a aussi conduit à une raréfaction du poisson, ce qui a fait grimper les prix. En 1917, les risques augmentent nettement et de nombreux pêcheurs décident de ne pas sortir. En novembre 1917, la situation est tellement grave que le gouvernement interdit aux bateaux de pêche à vapeur de sortir. En avril 1918, un certain nombre de navires ont la permission de naviguer, mais une partie est immédiatement attaquée par la marine britannique et les permis sont révoqués. Ce n'est que lorsque l'armistice en novembre 1918 est signé que l'interdiction est levée.
En 1920, le Haringhaven, un second port est construit, entre le port de pêche et la mer du Nord.
Au cours de la Seconde Guerre mondiale, les torpilleurs allemands stationnent à IJmuiden. Pour se protéger des attaques aériennes alliés, de grands bunkers sont prévus. En novembre 1941, à l'extrémité du Herringhaven l'un d'eux est construit. Environ 10 torpilleurs peuvent s'y amarrer et il contient l'emplacement pour les entrepôts, des bassins en béton et un atelier de réparation. Après la guerre, il est complètement démoli. Un autre bunker, pouvant accueillir 14 navires, est construit à l'entrée du Haringhaven. Il a des cloisons de 5 pieds d'épaisseur, des murs extérieurs inclinés de sorte que les bombes fassent moins de dégâts. La construction a commencé en 1943, mais les bombardements des alliés entravent les travaux qui sont interrompus fin 1944. Le bunker est toujours là il est utilisé aujourd'hui par une grande entreprise.
Le 10 avril 1989, le Port de Pêche d'État est privatisé par la création d'IJmuiden Seaport NV où tout le personnel et les activités sont regroupés. Cette société est responsable du développement du port.

## Activités
Le port s'étend sur environ 175 hectares. La position géographique favorable a attiré une variété d'activités, les plus importantes sont :
- l'approvisionnement, le commerce et la transformation du poisson
- activités liées au pétrole et au gaz en mer du Nord
- ferry pour Newcastle en Angleterre (DFDS Seaways)
- cabotage.

La pêche est vendue aux enchères sur le marché aux poissons d'IJmuiden, qui sert du poisson frais. Le Haringhaven est principalement utilisé pour la manutention du poisson congelé et l'industrie offshore.
| Définition                                         | 2006   | 2007   | 2008   | 2009   | 2010   | 2011   | 2012   |
| -------------------------------------------------- | ------ | ------ | ------ | ------ | ------ | ------ | ------ |
| Fourniture de poisson frais à IJmuiden (en tonnes) | 9 221  | 10 174 | 10 622 | 12 800 | 14 000 | 14 337 | 15 000 |
| Vente aux enchères à IJmuiden (en millions d'EUR)  | 37     | 42     | 42     | 44     | 48     | 48     | 49,3   |
| La part du marché d'IJmuiden aux Pays-Bas          | 12,6 % |        | 15,8 % |        | 18,9 % |        |        |